# Adam Drągowski
Adam Drągowski herbu Jastrzębiec odmienny – konsyliarz ziemi bielskiej w konfederacji targowickiej w 1793 roku.